# Jozef Juriga
Jozef Juriga (9 settembre 1968) è un ex calciatore cecoslovacco, slovacco dal 1993, di ruolo centrocampista.

## Carriera

### Club
Trascorre i suoi primi anni di carriera vestendo le casacche dello Slovan Bratislava e dello Spartak Trnava, trasferendosi ai rivali storici dell'Artmedia nel 1997. Nel 1999 va a giocare nelle divisioni minori del calcio tedesco, terminando la carriera in patria nel 2002. Vanta 7 titoli nazionali e 3 internazionali.

### Nazionale
Debutta il 6 novembre 1995 contro la Nazionale israeliana (1-0).

## Palmarès

### Club

#### Competizioni nazionali
- Campionato cecoslovacco: 1

Slovan Bratislava: 1991-1992
- Campionato slovacco: 2

Slovan Bratislava: 1994-1995, 1995-1996
- Coppa di Slovacchia: 2

Slovan Bratislava: 1993-1994, 1996-1997
- Supercoppa di Slovacchia: 2

Slovan Bratislava: 1995, 1996

#### Competizioni internazionali
- Coppa Piano Karl Rappan: 3

Slovan Bratislava: 1990, 1992, 1993